# Derris oblongifolia
Derris oblongifolia är en ärtväxtart som beskrevs av Elmer Drew Merrill. Derris oblongifolia ingår i släktet Derris och familjen ärtväxter. Inga underarter finns listade i Catalogue of Life.